# Polska Liga Futbolu Amerykańskiego 2013
Polska Liga Futbolu Amerykańskiego w sezonie 2013 – ósma edycja rozgrywek PLFA, składająca się z trzech klas rozgrywkowych (Topliga, PLFA I i PLFA II) oraz rozgrywek futbolu ośmioosobowego (seniorów PLFA 8 i juniorów PLFA J).
Finał Topligi, SuperFinał, odbył się 14 lipca 2013 na Stadionie Narodowym w Warszawie. Giants Wrocław pokonał Warsaw Eagles.
Organizatorem rozgrywek jest Stowarzyszenie Polski Związek Futbolu Amerykańskiego.

## Rozgrywki seniorskie
W rozgrywkach weźmie udział 38 drużyn z poprzedniego sezonu oraz 12 nowych drużyn: Jackals Łomża, Bydgoszcz Raiders, Crusaders Warszawa, Dragons Zielona Góra, Hunters Leszno, Jokers Kielce, Guardians Gorzów Wielkopolski, Kurpie Ostrołęka, Korsarze Koszalin, Przemyśl Bears, Sparta Rangers Zabrze, Wolverines Opole. Kraków Tigers połączyli się z Kraków Knights i na licencji tych drugich wystąpią w PLFA I jako Kraków Kings.

### Topliga
Do ligi dołączyły drużyny: Giants Wrocław, Warsaw Spartans i Zagłębie Steelers. Zespoły w najwyższej klasie rozgrywkowej rozegrają po 10 meczów w sezonie zasadniczym. Po dwa razy zagrają z rywalami z własnej grupy i po raz z każdym z zespołów z drugiej grupy. Do półfinałów ligi awansują po dwie najlepsze drużyny w tabelach swoich grup. Zwycięzcy tych meczów zagrają w VIII SuperFinale PLFA.
| Topliga - grupa północna | Topliga - grupa północna | Topliga - grupa północna | Topliga - grupa północna | Topliga - grupa północna | Topliga - grupa północna | Topliga - grupa północna | Topliga - grupa północna |
| Drużyna                  | Z                        | P                        | %Z                       | +                        | -                        | +/-                      |                          |
| ------------------------ | ------------------------ | ------------------------ | ------------------------ | ------------------------ | ------------------------ | ------------------------ | ------------------------ |
| Seahawks Gdynia          | 8                        | 2                        | .800                     | 374                      | 150                      | +2224                    |                          |
| Warsaw Eagles            | 7                        | 3                        | .700                     | 340                      | 105                      | +235                     |                          |
| Kozły Poznań             | 4                        | 6                        | .400                     | 232                      | 264                      | -32                      |                          |
| Warsaw Spartans          | 0                        | 10                       | .000                     | 20                       | 533                      | -513                     |                          |

| Topliga - grupa południowa | Topliga - grupa południowa | Topliga - grupa południowa | Topliga - grupa południowa | Topliga - grupa południowa | Topliga - grupa południowa | Topliga - grupa południowa | Topliga - grupa południowa |
| Drużyna                    | Z                          | P                          | %Z                         | +                          | -                          | +/-                        |                            |
| -------------------------- | -------------------------- | -------------------------- | -------------------------- | -------------------------- | -------------------------- | -------------------------- | -------------------------- |
| Devils Wrocław             | 9                          | 1                          | .900                       | 405                        | 138                        | +267                       |                            |
| Giants Wrocław             | 8                          | 2                          | .800                       | 462                        | 102                        | +360                       |                            |
| AZS Silesia Rebels         | 2                          | 8                          | .200                       | 89                         | 340                        | -251                       |                            |
| Zagłębie Steelers          | 2                          | 8                          | .200                       | 91                         | 381                        | -290                       |                            |

zielonym kolorem oznaczone zespoły, które wystąpią w półfinałach
|  | Półfinały            | Półfinały           |  |  | VIII SuperFinał             | VIII SuperFinał             |
|  |                      |                     |  |  |                             |                             |
|  |                      |                     |  |  |                             |                             |
|  | 29 czerwca (Wrocław) |                     |  |  |                             |                             |
|  | Devils Wrocław       | 6                   |  |  |                             |                             |
|  | Warsaw Eagles        | 21                  |  |  | 14 lipca (Stadion Narodowy) | 14 lipca (Stadion Narodowy) |
|  |                      |                     |  |  | Warsaw Eagles               | 13                          |
|  | 30 czerwca (Gdynia)  | 30 czerwca (Gdynia) |  |  | Giants Wrocław              | 29                          |
|  | Seahawks Gdynia      | 12                  |  |  |                             |                             |
|  | Giants Wrocław       | 35                  |  |  |                             |                             |
|  |                      |                     |  |  |                             |                             |
|  |                      |                     |  |  |                             |                             |

### PLFA I
Liga uszczupliła się o Zagłębie Steelers i Warsaw Spartans, które wystąpią w TopLidze. Z PLFA II awansowały drużyny: Tychy Falcons i Tytani Lublin Każda z drużyn zmierzy się po dwa razy z rywalami ze swojej grupy. Zespoły PLFA I rozegrają w sezonie zasadniczym po 6 spotkań. Po dwie najlepsze drużyny z każdej grupy awansują do półfinału.
| PLFA I - grupa zachodnia | PLFA I - grupa zachodnia | PLFA I - grupa zachodnia | PLFA I - grupa zachodnia | PLFA I - grupa zachodnia | PLFA I - grupa zachodnia | PLFA I - grupa zachodnia | PLFA I - grupa zachodnia |
| Drużyna                  | Z                        | P                        | %Z                       | +                        | -                        | +/-                      |                          |
| ------------------------ | ------------------------ | ------------------------ | ------------------------ | ------------------------ | ------------------------ | ------------------------ | ------------------------ |
| Husaria Szczecin         | 6                        | 0                        | 1.000                    | 123                      | 44                       | +79                      |                          |
| Tychy Falcons            | 3                        | 3                        | .500                     | 105                      | 73                       | +32                      |                          |
| Gliwice Lions            | 3                        | 3                        | .500                     | 122                      | 92                       | +30                      |                          |
| Bielawa Owls             | 0                        | 6                        | .000                     | 32                       | 173                      | -141                     |                          |

| PLFA I - grupa wschodnia | PLFA I - grupa wschodnia | PLFA I - grupa wschodnia | PLFA I - grupa wschodnia | PLFA I - grupa wschodnia | PLFA I - grupa wschodnia | PLFA I - grupa wschodnia | PLFA I - grupa wschodnia |
| Drużyna                  | Z                        | P                        | %Z                       | +                        | -                        | +/-                      |                          |
| ------------------------ | ------------------------ | ------------------------ | ------------------------ | ------------------------ | ------------------------ | ------------------------ | ------------------------ |
| Lowlanders Białystok     | 6                        | 0                        | 1.000                    | 190                      | 38                       | +152                     |                          |
| Kraków Kings             | 4                        | 2                        | .667                     | 156                      | 89                       | +67                      |                          |
| Mustangs Płock           | 1                        | 5                        | .167                     | 45                       | 176                      | -131                     |                          |
| Tytani Lublin            | 1                        | 5                        | .167                     | 48                       | 136                      | -88                      |                          |

zielonym kolorem oznaczone zespoły, które wystąpią w półfinałach
|  | Półfinały            | Półfinały          |  |  | II Mecz o Puchar PLFA | II Mecz o Puchar PLFA |
|  |                      |                    |  |  |                       |                       |
|  |                      |                    |  |  |                       |                       |
|  | 7 lipca (Białystok)  |                    |  |  |                       |                       |
|  | Lowlanders Białystok | 21                 |  |  |                       |                       |
|  | Tychy Falcons        | 14                 |  |  | 20 lipca (Białystok)  | 20 lipca (Białystok)  |
|  |                      |                    |  |  | Lowlanders Białystok  | 19                    |
|  | 6 lipca (Szczecin)   | 6 lipca (Szczecin) |  |  | Husaria Szczecin      | 20                    |
|  | Husaria Szczecin     | 44                 |  |  |                       |                       |
|  | Kraków Kings         | 14                 |  |  |                       |                       |
|  |                      |                    |  |  |                       |                       |
|  |                      |                    |  |  |                       |                       |

### PLFA II
Nowe drużyny w drugiej lidze to Broncos Sucha Beskidzka, Griffons Słupsk, Pretorians Skoczów, Seahawks Gdynia B, Warsaw BEagles, Warsaw Spartans B, Wilki Pabianice, Bydgoszcz Archers, Bydgoszcz Raiders, Crusaders Warszawa. W PLFA II zagrają cztery drużyny rezerw klubów Topligi - Diabły Wrocław, Seahawks Gdynia B, Warsaw BEagles i Warsaw Spartans B.
| PLFA II - grupa północna | PLFA II - grupa północna | PLFA II - grupa północna | PLFA II - grupa północna | PLFA II - grupa północna | PLFA II - grupa północna | PLFA II - grupa północna | PLFA II - grupa północna |
| Drużyna                  | Z                        | P                        | %Z                       | +                        | -                        | +/-                      |                          |
| ------------------------ | ------------------------ | ------------------------ | ------------------------ | ------------------------ | ------------------------ | ------------------------ | ------------------------ |
| #3 Seahawks Gdynia B     | 5                        | 1                        | .833                     | 209                      | 75                       | +134                     |                          |
| #6 Sabercats Sopot       | 5                        | 1                        | .833                     | 250                      | 79                       | +171                     |                          |
| #8 Cougars Szczecin      | 4                        | 2                        | .667                     | 208                      | 102                      | +106                     |                          |
| Angels Toruń             | 4                        | 2                        | .667                     | 163                      | 95                       | +68                      |                          |
| Bydgoszcz Archers        | 2                        | 4                        | .333                     | 98                       | 202                      | -104                     |                          |
| Bydgoszcz Raiders        | 1                        | 5                        | .167                     | 54                       | 216                      | -162                     |                          |
| Griffons Słupsk          | 0                        | 6                        | .000                     | 21                       | 234                      | -213                     |                          |

| PLFA II - grupa centralna | PLFA II - grupa centralna | PLFA II - grupa centralna | PLFA II - grupa centralna | PLFA II - grupa centralna | PLFA II - grupa centralna | PLFA II - grupa centralna | PLFA II - grupa centralna |
| Drużyna                   | Z                         | P                         | %Z                        | +                         | -                         | +/-                       |                           |
| ------------------------- | ------------------------- | ------------------------- | ------------------------- | ------------------------- | ------------------------- | ------------------------- | ------------------------- |
| #1 Królewscy Warszawa     | 6                         | 0                         | 1.000                     | 244                       | 25                        | +219                      |                           |
| #4 Wilki Pabianice        | 5                         | 1                         | .833                      | 119                       | 40                        | +79                       |                           |
| Warsaw BEagles            | 4                         | 2                         | .667                      | 157                       | 118                       | +39                       |                           |
| Olsztyn Lakers            | 3                         | 3                         | .500                      | 168                       | 125                       | +43                       |                           |
| Crusaders Warszawa        | 1                         | 5                         | .167                      | 93                        | 196                       | -103                      |                           |
| Warsaw Spartans B         | 1                         | 5                         | .167                      | 30                        | 163                       | -133                      |                           |
| Warsaw Werewolves         | 1                         | 5                         | .167                      | 58                        | 202                       | -144                      |                           |

| PLFA II - grupa południowa          | PLFA II - grupa południowa | PLFA II - grupa południowa | PLFA II - grupa południowa | PLFA II - grupa południowa | PLFA II - grupa południowa | PLFA II - grupa południowa | PLFA II - grupa południowa |
| Drużyna                             | Z                          | P                          | %Z                         | +                          | -                          | +/-                        |                            |
| ----------------------------------- | -------------------------- | -------------------------- | -------------------------- | -------------------------- | -------------------------- | -------------------------- | -------------------------- |
| #2 Saints Częstochowa               | 6                          | 0                          | 1.000                      | 183                        | 46                         | +137                       |                            |
| #5 Pretorians Skoczów               | 5                          | 1                          | .833                       | 165                        | 78                         | +87                        |                            |
| #7 Diabły Wrocław                   | 4                          | 2                          | .667                       | 164                        | 59                         | +105                       |                            |
| Ravens Globinit Rzeszów             | 3                          | 3                          | .500                       | 113                        | 122                        | -9                         |                            |
| Thunders Rybnik                     | 2                          | 4                          | .333                       | 78                         | 86                         | -8                         |                            |
| Majster-Pol Broncos Sucha Beskidzka | 1                          | 5                          | .167                       | 51                         | 195                        | -144                       |                            |
| Silvers Olkusz                      | 0                          | 6                          | .000                       | 38                         | 206                        | -168                       |                            |

tabele na dzień 25 sierpnia 2013
     Drużyny które awansowały do playoff
     Dwie najlepsze drużyny z 3. miejsc, które awansowały do playoff
     Drużyny które nie mogą awansować do playoff bezpośrednio, ale nadal mogą zająć 3. miejsce w grupie
     Drużyny które straciły szanse na awans do playoff
|  | Ćwierćfinały                 | Ćwierćfinały               | Ćwierćfinały               |  |  | Półfinały        | Półfinały          | Półfinały        |  |  | Finał PLFA II   | Finał PLFA II   | Finał PLFA II   |
|  |                              |                            |                            |  |  |                  |                    |                  |  |  |                 |                 |                 |
|  |                              |                            |                            |  |  |                  |                    |                  |  |  |                 |                 |                 |
|  | 21-22 września (Warszawa)    |                            |                            |  |  |                  |                    |                  |  |  |                 |                 |                 |
|  | 1                            | Królewscy Warszawa         | 13                         |  |  |                  |                    |                  |  |  |                 |                 |                 |
|  | 8                            | Cougars Szczecin           | 7                          |  |  | 5-6 października | 5-6 października   | 5-6 października |  |  |                 |                 |                 |
|  |                              |                            |                            |  |  | 1                | Królewscy Warszawa | 21               |  |  |                 |                 |                 |
|  | 21-22 września (Pabianice)   | 21-22 września (Pabianice) | 21-22 września (Pabianice) |  |  | 4                | Wilki Pabianice    | 3                |  |  |                 |                 |                 |
|  | 4                            | Wilki Pabianice            | 12                         |  |  |                  |                    |                  |  |  |                 |                 |                 |
|  | 5                            | Pretorians Skoczów         | 6                          |  |  |                  |                    |                  |  |  | 19 października | 19 października | 19 października |
|  |                              |                            |                            |  |  |                  |                    |                  |  |  |                 |                 |                 |
|  | 21-22 września (Częstochowa) |                            |                            |  |  |                  |                    |                  |  |  |                 |                 |                 |
|  | 2                            | Saints Częstochowa         |                            |  |  |                  |                    |                  |  |  |                 |                 |                 |
|  | 7                            | Diabły Wrocław             |                            |  |  | 5-6 października | 5-6 października   | 5-6 października |  |  |                 |                 |                 |
|  |                              |                            |                            |  |  |                  |                    |                  |  |  |                 |                 |                 |
|  | 20 września (Gdynia)         | 20 września (Gdynia)       | 20 września (Gdynia)       |  |  | 3                | Seahawks Gdynia B  |                  |  |  |                 |                 |                 |
|  | 3                            | Seahawks Gdynia B          | 40                         |  |  |                  |                    |                  |  |  |                 |                 |                 |
|  | 6                            | Sabercats Sopot            | 27                         |  |  |                  |                    |                  |  |  |                 |                 |                 |

### PLFA 8
To trzecia edycja rozgrywek futbolu ośmioosobowego. Do rozgrywek zgłosiło się 20 drużyn z 19 miast. Zespoły podzielono na pięć czterozespołowych grup wedle kryterium geograficznego. Turnieje eliminacyjne w grupach zostaną rozegrane w weekendy 17-18 sierpnia i 7-8 września. Do ćwierćfinałów (21-22 września w Opolu i Ostrołęce) awansują zwycięzcy grup i trzy najlepsze zespoły z drugich miejsc. Turniej finałowy zostanie rozegrany 5 lub 6 października w Częstochowie.
W PLFA 8 wystąpi 11 zespołów rezerw drużyn Topligi i PLFA II. Po raz pierwszy w rozgrywkach PLFA wystąpią drużyny łączone klubów: KS Kurpie Ostrołęka-Łomża Jackals oraz rezerwy drużyn Angels Toruń-Bydgoszcz Archers (pod nazwą Metropolitans).
| Sabercats Sopot B                | 3 | 1 | 74  |
| Crusaders Warszawa B             | 3 | 1 | 62  |
| Kurpie Ostrołęka / Łomża Jackals | 2 | 2 | 63  |
| Metropolitans Toruń-Bydgoszcz    | 0 | 4 | 123 |

| Przemyśl Bears  | 3 | 1 | 0 | 70  |
| Warsaw Eagles C | 3 | 1 | 0 | 32  |
| Kraków Kings B  | 1 | 2 | 1 | 98  |
| Jokers Kielce   | 0 | 3 | 1 | 142 |

| Giants Wrocław B | 3 | 1 | 0 | 32 |
| Wolverines Opole | 1 | 2 | 1 | 89 |
| Devils Wrocław C | 1 | 2 | 1 | 72 |

| Leszno Hunters       | 4 | 0 | 59  |
| Dragons Zielona Góra | 2 | 2 | 72  |
| Patrioci Poznań      | 2 | 2 | 74  |
| Kozły Poznań B       | 0 | 4 | 104 |

| Zagłębie Steelers Interpromex B | 3 | 1 | 38 |
| AZS Silesia ReBels              | 3 | 1 | 40 |
| Too Saints Częstochowa          | 1 | 3 | 86 |
| Sparta Rangers Zabrze           | 1 | 3 | 82 |

     Drużyny które awansowały do playoff
     Trzy najlepsze drużyny z 2. miejsc, które awansowały do playoff
     Drużyny które nie awansowały do playoff

## Rozgrywki juniorskie
Po rozegraniu turnieju juniorskiego (dla zawodników w wieku 14-17 lat) we wrześniu 2012, do rozgrywek juniorskich w sezonie 2013 przystąpi 17 drużyn z 14 miast (Poznań, Warszawa i Wrocław reprezentowane są przez dwie drużyny).
Rozgrywki PLFA J rozgrywane będą według zasad futbolu ośmioosobowego. Drużyny podzielone są na pięć grup (trzy trzy-zespołowe i dwie cztero-zespołowe). Dwa turnieje eliminacyjne dla każdej z grup odbędą się weekendy 31 sierpnia-1 września i 14-15 września.
Zwycięzcy każdej z pięciu grup oraz trzy najlepsze drużyny z drugich miejsc awansują do dwudniowego (28-29 września) turnieju finałowego w Bielawie. 28 września zostaną rozegrane ćwierćfinały, a półfinały i finał następnego dnia.
Start rozgrywek juniorskich możliwy jest dzięki grantowi sprzętowemu Międzynarodowej Federacji Futbolu Amerykańskiego (IFAF). Umożliwił on polskim drużynom uzyskanie 400 kompletów sprzętu juniorskiego. 15 z 17 drużyn, które przystąpią do rozgrywek PLFA J jest beneficjentami tego programu. Sparta Rangers Zabrze i AZS Silesia Rebels są jedynymi drużynami, które wystąpią w lidze juniorskiej, a nie ubiegały się o sprzęt w IFAF
| #5 Warsaw Eagles | 4 | 0 | 40  |
| Kraków Kings     | 2 | 2 | 86  |
| Warsaw Spartans  | 0 | 4 | 122 |

| #4 Gryfici Szczecin | 4 | 0 | 24  |
| #8 Patrioci Poznań  | 2 | 2 | 74  |
| Kozły Poznań        | 0 | 4 | 124 |

| #3 Bielawa Owls   | 4 | 0 | 20  |
| #7 Devils Wrocław | 2 | 2 | 66  |
| Giants Wrocław    | 0 | 4 | 122 |

| #1 Tychy Falcons              | 4 | 0 | 0   |
| Zagłębie Steelers Interpromex | 1 | 3 | 116 |
| Rebels Rangers                | 1 | 3 | 134 |

| #2 Olsztyn Lakers | 4 | 0 | 18  |
| Angels Toruń      | 2 | 2 | 64  |
| Bydgoszcz Archers | 0 | 4 | 167 |

|  | Ćwierćfinały          | Ćwierćfinały          | Ćwierćfinały          |  |  |  | Półfinały             | Półfinały             | Półfinały             |  |  |  | Finał PLFA 8J         | Finał PLFA 8J         | Finał PLFA 8J         |
|  |                       |                       |                       |  |  |  |                       |                       |                       |  |  |  |                       |                       |                       |
|  |                       |                       |                       |  |  |  |                       |                       |                       |  |  |  |                       |                       |                       |
|  | 28 września (Bielawa) |                       |                       |  |  |  |                       |                       |                       |  |  |  |                       |                       |                       |
|  | 1                     | Tychy Falcons         |                       |  |  |  |                       |                       |                       |  |  |  |                       |                       |                       |
|  | 8                     | Patrioci Poznań       |                       |  |  |  | 29 września (Bielawa) | 29 września (Bielawa) | 29 września (Bielawa) |  |  |  |                       |                       |                       |
|  |                       |                       |                       |  |  |  |                       |                       |                       |  |  |  |                       |                       |                       |
|  | 28 września (Bielawa) |                       |                       |  |  |  |                       |                       |                       |  |  |  |                       |                       |                       |
|  | 4                     | Gryfici Szczecin      |                       |  |  |  |                       |                       |                       |  |  |  |                       |                       |                       |
|  | 5                     | Warsaw Eagles         |                       |  |  |  |                       |                       |                       |  |  |  | 29 września (Bielawa) | 29 września (Bielawa) | 29 września (Bielawa) |
|  |                       |                       |                       |  |  |  |                       |                       |                       |  |  |  |                       |                       |                       |
|  | 28 września (Bielawa) |                       |                       |  |  |  |                       |                       |                       |  |  |  |                       |                       |                       |
|  | 2                     | Olsztyn Lakers        |                       |  |  |  |                       |                       |                       |  |  |  |                       |                       |                       |
|  | 7                     | Devils Wrocław        |                       |  |  |  | 29 września (Bielawa) | 29 września (Bielawa) | 29 września (Bielawa) |  |  |  |                       |                       |                       |
|  |                       |                       |                       |  |  |  |                       |                       |                       |  |  |  |                       |                       |                       |
|  | 28 września (Bielawa) | 28 września (Bielawa) | 28 września (Bielawa) |  |  |  |                       |                       |                       |  |  |  | 29 września (Bielawa) | 29 września (Bielawa) | 29 września (Bielawa) |
|  | 3                     | Bielawa Owls          |                       |  |  |  |                       |                       |                       |  |  |  |                       |                       |                       |
|  | 6                     | Toruń Angels          |                       |  |  |  | 29 września (Bielawa) | 29 września (Bielawa) | 29 września (Bielawa) |  |  |  |                       |                       |                       |
|  |                       |                       |                       |  |  |  |                       |                       |                       |  |  |  |                       |                       |                       |
|  |                       |                       |                       |  |  |  |                       |                       |                       |  |  |  | 29 września (Bielawa) |                       |                       |
|  |                       |                       |                       |  |  |  |                       |                       |                       |  |  |  |                       |                       |                       |
|  |                       |                       |                       |  |  |  | 29 września (Bielawa) |                       |                       |  |  |  |                       |                       |                       |
|  |                       |                       |                       |  |  |  |                       |                       |                       |  |  |  |                       |                       |                       |
|  |                       |                       |                       |  |  |  |                       |                       |                       |  |  |  | 29 września (Bielawa) |                       |                       |
|  |                       |                       |                       |  |  |  |                       |                       |                       |  |  |  |                       |                       |                       |
|  |                       |                       |                       |  |  |  |                       |                       |                       |  |  |  |                       |                       |                       |